# 大山功一
大山功一（おおやま こういち、1960年 - ）は、日本のゲームクリエイター、アートデザイナー、絵本作家、カードデザイナー。神奈川県出身。 

## 人物
ポケモンカードゲームの生みの親。『MOTHER2 ギーグの逆襲』のアートデザイナーなどを務めた。後、カードゲームのデザイナーとして「ポケモンカード」、「ばかぶーん。」の企画制作に関わる。
2007年には「ポケモントレーディングフィギュアゲーム」のゲームデザイナーであり、「生みの親」とされる。2016年にはポケモントレーディングフィギュアゲームを発展させた「ポケモンコマスター」にも関わっている。
2013年からは成安造形大学の客員教授に就任しており、主に企画などの授業を行っている。

## 主な作品
- MOTHER2 ギーグの逆襲
- ポケモンえほん
- ポケモンカードゲーム
- ばかぶーん。